# Bocca Serriola
La Bocca Serriola est un col (729 m) permettant le franchissement de l'Apennin ombro-marchesan. Il se situe à quelques centaines de mètres au sud de la frontière entre l'Ombrie et les Marches, sur la route (Stada statale 257) reliant Città di Castello à Apecchio.